# أدريان بوير
أدريان بوير (بالإنجليزية: Adrian Bowyer)‏ هو مهندس ومخترِع ورياضياتي بريطاني، ولد في 1952 في لندن في المملكة المتحدة.

## وصلات خارجية
- الموقع الرسمي